# Cyrtodactylus seribuatensis
Cyrtodactylus seribuatensis este o specie de șopârle din genul Cyrtodactylus, familia Gekkonidae, ordinul Squamata, descrisă de Tim Youmans și Grismer în anul 2006. Conform Catalogue of Life specia Cyrtodactylus seribuatensis nu are subspecii cunoscute.